# آپساراساس کانگری
آپساراساس کانگری (انگلیسی: Apsarasas Kangri) کوهی در کوه‌های سیاچن موزتاق رشته‌کوه قره‌قروم است که با ارتفاع ۷٬۲۴۵ متر، ۹۶مین کوه بلند دنیا است. این کوه در مرز میان سین‌کیانگ چین و منطقه یخچال سیاچن که تحت کنترل هند است، قرار دارد.
حداقل سه قله با ارتفاع تقریباً یکسان در این کوه وجود دارد که از غرب به شرق با نام‌های ۱، ۲ و ۳ شناخته می‌شوند و در فاصله ۵ کیلومتری یکدیگر قرار دارند. قله شرقی توسط پشته‌ای زین اسبی به ارتفاع ۶۸۰۰ متر از دو قله دیگر جدا می‌شود.
قله غربی (آپساراس ۱) تنها قله صعودشده در بین این قله‌هاست که توسط کوهنوردان ژاپنی در ۷ اوت ۱۹۶۷ صعود شد. آپساراس ۲ و ۳ همچنان جزو قله‌های بکر و قله شرقی، یکی از بلندترین قله‌های صعودنشده به‌شمار می‌رود.